# Бомбо
Бомбо е музикален перкусионен инструмент от групата на мембранофонните инструменти. Представлява барабан с дървен корпус, чиито два края са покрити с ярешка кожа. Използва се в традиционната музика на Испания, Северна Америка и Португалия.